# هوغو بوريس
هوغو بوريس (بالفرنسية: Hugo Boris)‏ هو كاتب فرنسي، ولد في 18 نوفمبر 1979.

## وصلات خارجية
- هوغو بوريس على موقع IMDb (الإنجليزية)